# Larisa Neiland
Larisa Neiland (* 21. Juli 1966 als Laryssa Sawtschenko, ukrainisch Лариса Савченко, in Lwiw, Ukrainische SSR) ist eine ehemalige sowjetische Tennisspielerin, die ab 1992 für Lettland spielte.

## Karriere
Larisa Neiland war als Tennisspielerin vor allem im Doppel erfolgreich. Auf der WTA Tour und auf Grand-Slam-Turnieren gewann sie insgesamt 65 Doppeltitel.
Zusammen mit Natallja Swerawa gewann sie 1989 die French Open in Roland Garros und 1991 den Titel in Wimbledon. Weitere acht Mal stand sie bei Grand-Slam-Turnieren in einem Doppelfinale.
Grand-Slam-Titel gewann sie auch im Mixed, so 1994 und 1996 die US Open sowie 1995 die French Open und 1992 das Turnier von Wimbledon. Zudem stand sie fünf weitere Male in einem Mixed-Finale.
Sie gewann in ihrer Karriere aber auch zwei Einzeltitel, 1991 beim WTA-Turnier in St. Petersburg und 1993 in Schenectady.
Bei den Olympischen Spielen 1988 in Seoul kam Laryssa Sawtschenko im Einzel und im Doppel bis ins Viertelfinale. 1992 in Barcelona ging sie dann in Einzel und Doppel unter dem Namen Neiland für Lettland an den Start, allerdings ohne Erfolg.
1988 verlor sie, noch als Sawtschenko, mit der Mannschaft der UdSSR, gegen die Tschechoslowakei das Finale im Federation Cup, dem späteren Fed Cup. 1990 verlor sie mit der UdSSR das Finale gegen die USA. Ab 1992 spielte sie im Federation Cup für Lettland und sie half ihrem Land auch noch nach ihrem eigentlichen Karriereende in den Jahren 2000 und 2003 im Doppel aus. Ihre Fed-Cup-Bilanz weist insgesamt 29:15 Siege im Einzel und 38:7 im Doppel aus.

## Turniersiege

### Einzel
| Nr. | Datum              | Turnier        | Kategorie    | Belag           | Finalgegnerin       | Ergebnis      |
| --- | ------------------ | -------------- | ------------ | --------------- | ------------------- | ------------- |
| 1.  | 29. September 1991 | St. Petersburg | WTA Tier V   | Teppich (Halle) | Barbara Rittner     | 3:6, 6:3, 6:4 |
| 2.  | 29. August 1993    | Schenectady    | WTA Tier III | Hartplatz       | Natalija Medwedjewa | 6:3, 7:5      |

### Doppel
| Nr. | Datum          | Turnier          | Kategorie    | Belag             | Partnerin               | Finalgegnerinnen                            | Ergebnis        |
| --- | -------------- | ---------------- | ------------ | ----------------- | ----------------------- | ------------------------------------------- | --------------- |
| 1.  | April 1985     | Seabrook Island  | WTA          | Sand              | Swetlana Parchomenko    | Elise Burgin Lori McNeil                    | 6:1, 6:3        |
| 2.  | September 1985 | Salt Lake City   | WTA          | Hartplatz         | Swetlana Parchomenko    | Rosalyn Fairbank Beverly Mould              | 7:5, 6:2        |
| 3.  | November 1986  | Little Rock      | WTA          | Teppich (Halle)   | Swetlana Parchomenko    | Iva Budařová Beth Herr                      | 6:2, 1:6, 6:1   |
| 4.  | Februar 1987   | Wichita          | WTA          | Teppich (Halle)   | Swetlana Parchomenko    | Barbara Potter Wendy White                  | 6:2, 6:4        |
| 5.  | Februar 1987   | Oklahoma City    | WTA          | Hartplatz (Halle) | Swetlana Parchomenko    | Lori McNeil Kim Sands                       | 6:4, 6:4        |
| 6.  | Februar 1987   | Boca Raton       | WTA          | Hartplatz         | Swetlana Parchomenko    | Chris Evert Pam Shriver                     | 6:0, 3:6, 6:2   |
| 7.  | Juni 1987      | Eastbourne       | WTA          | Rasen             | Swetlana Parchomenko    | Rosalyn Fairbank Elizabeth Smylie           | 7:6, 4:6, 7:5   |
| 8.  | Juni 1988      | Birmingham       | WTA Tier V   | Rasen             | Natallja Swerawa        | Leila Mes’chi Swetlana Parchomenko          | 6:4, 6:1        |
| 9.  | Oktober 1988   | Indianapolis     | WTA Tier V   | Hartplatz (Halle) | Natallja Swerawa        | Katrina Adams Zina Garrison                 | 6:2, 6:1        |
| 10. | April 1989     | Amelia Island    | WTA Tier II  | Sand              | Natallja Swerawa        | Martina Navratilova Pam Shriver             | 7:6, 2:6, 6:1   |
| 11. | Juni 1989      | French Open      | Grand Slam   | Sand              | Natallja Swerawa        | Steffi Graf Gabriela Sabatini               | 6:4, 6:4        |
| 12. | Juni 1989      | Birmingham       | WTA Tier V   | Rasen             | Natallja Swerawa        | Meredith McGrath Pam Shriver                | 7:5, 5:7, 6:0   |
| 13. | Oktober 1989   | Moskau           | WTA Tier V   | Teppich (Halle)   | Natallja Swerawa        | Nathalie Herreman Catherine Suire           | 6:3, 6:4        |
| 14. | November 1989  | Chicago          | WTA Tier III | Teppich (Halle)   | Natallja Swerawa        | Jana Novotná Helena Suková                  | 6:3, 2:6, 6:3   |
| 15. | Juni 1990      | Birmingham       | WTA Tier IV  | Rasen             | Natallja Swerawa        | Lise Gregory Gretchen Magers                | 3:6, 6:3, 6:3   |
| 16. | Juni 1990      | Eastbourne       | WTA Tier II  | Rasen             | Natallja Swerawa        | Patty Fendick Zina Garrison                 | 6:4, 6:3        |
| 17. | September 1990 | Orlando          | WTA          | Teppich (Halle)   | Natallja Swerawa        | Manon Bollegraf Meredith McGrath            | 6:4, 6:1        |
| 18. | November 1990  | Brentwood        | WTA Tier IV  | Hartplatz (Halle) | Kathy Jordan            | Brenda Schultz Caroline Vis                 | 6:1, 6:2        |
| 19. | Januar 1991    | Auckland         | WTA Tier V   | Hartplatz         | Patty Fendick           | Jo-Anne Faull Julie Richardson              | 6:3, 6:3        |
| 20. | März 1991      | Boca Raton       | WTA Tier I   | Hartplatz         | Natallja Swerawa        | Meredith McGrath Samantha Smith             | 6:4, 7:66       |
| 21. | Mai 1991       | Hamburg          | WTA Tier II  | Sand              | Jana Novotná            | Arantxa Sánchez Vicario Helena Suková       | 7:5, 6:1        |
| 22. | Mai 1991       | Berlin           | WTA Tier I   | Sand              | Natallja Swerawa        | Nicole Provis Elna Reinach                  | 6:3, 6:3        |
| 23. | Juni 1991      | Eastbourne       | WTA Tier II  | Rasen             | Natallja Swerawa        | Gigi Fernández Jana Novotná                 | 2:6, 6:4, 6:4   |
| 24. | Juli 1991      | Wimbledon        | Grand Slam   | Rasen             | Natallja Swerawa        | Gigi Fernández Jana Novotná                 | 6:4, 3:6, 6:4   |
| 25. | August 1991    | Toronto          | WTA Tier I   | Hartplatz         | Natallja Swerawa        | Claudia Kohde-Kilsch Helena Suková          | 1:6, 7:5, 6:2   |
| 26. | August 1991    | Los Angeles      | WTA Tier II  | Hartplatz         | Natallja Swerawa        | Gretchen Magers Robin White                 | 6:1, 2:6, 6:2   |
| 27. | August 1991    | Washington, D.C. | WTA Tier II  | Hartplatz         | Jana Novotná            | Gigi Fernández Natallja Swerawa             | 5:7, 6:1, 7:610 |
| 28. | November 1991  | Philadelphia     | WTA Tier II  | Teppich (Halle)   | Jana Novotná            | Mary Joe Fernández Zina Garrison            | 6:2, 6:4        |
| 29. | Januar 1992    | Brisbane         | WTA Tier IV  | Hartplatz         | Jana Novotná            | Manon Bollegraf Nicole Provis               | 6:4, 6:3        |
| 30. | März 1992      | Boca Raton       | WTA Tier I   | Hartplatz         | Natallja Swerawa        | Linda Harvey-Wild Conchita Martínez         | 6:2, 6:2        |
| 31. | März 1992      | Miami            | WTA Tier I   | Hartplatz         | Arantxa Sánchez Vicario | Jill Hetherington Kathy Rinaldi             | 7:5, 5:7, 6:3   |
| 32. | März 1992      | Wesley Chapel    | WTA          | Sand              | Jana Novotná            | Arantxa Sánchez Vicario Natallja Swerawa    | 6:4, 6:2        |
| 33. | Mai 1992       | Berlin           | WTA Tier I   | Sand              | Jana Novotná            | Gigi Fernández Natallja Swerawa             | 7:65, 4:6, 7:5  |
| 34. | Juni 1992      | Eastbourne       | WTA Tier II  | Rasen             | Jana Novotná            | Mary Joe Fernández Zina Garrison            | 6:0, 6:3        |
| 35. | August 1992    | San Diego        | WTA Tier III | Hartplatz         | Jana Novotná            | Conchita Martínez Mercedes Paz              | 6:1, 6:4        |
| 36. | Oktober 1992   | Leipzig          | WTA Tier III | Teppich (Halle)   | Jana Novotná            | Patty Fendick Andrea Strnadová              | 7:5, 7:64       |
| 37. | Oktober 1992   | Brighton         | WTA Tier II  | Teppich (Halle)   | Jana Novotná            | Conchita Martínez Radka Zrubáková           | 6:4, 6:1        |
| 38. | Januar 1993    | Brisbane         | WTA Tier III | Hartplatz         | Conchita Martínez       | Shannon McCarthy Kimberly Po                | 6:2, 6:2        |
| 39. | Februar 1993   | Osaka            | WTA Tier III | Teppich (Halle)   | Jana Novotná            | Magdalena Maleewa Manuela Maleeva-Fragnière | 6:1, 6:3        |
| 40. | März 1993      | Miami            | WTA Tier I   | Hartplatz         | Jana Novotná            | Jill Hetherington Kathy Rinaldi             | 6:2, 7:5        |
| 41. | August 1993    | Toronto          | WTA Tier I   | Hartplatz         | Jana Novotná            | Arantxa Sánchez Vicario Helena Suková       | 6:1, 6:2        |
| 42. | Februar 1994   | Osaka            | WTA Tier III | Teppich (Halle)   | Rennae Stubbs           | Pam Shriver Elizabeth Smylie                | 6:4, 6:72, 7:5  |
| 43. | April 1994     | Amelia Island    | WTA Tier II  | Sand              | Arantxa Sánchez Vicario | Amanda Coetzer Inés Gorrochategui           | 6:2, 6:76, 6:4  |
| 44. | April 1994     | Barcelona        | WTA Tier II  | Sand              | Arantxa Sánchez Vicario | Julie Halard Nathalie Tauziat               | 6:2, 6:4        |
| 45. | Juni 1994      | Birmingham       | WTA Tier III | Rasen             | Zina Garrison-Jackson   | Catherine Barclay Kerry-Anne Guse           | 6:4, 6:4        |
| 46. | August 1994    | Schenectady      | WTA Tier III | Hartplatz         | Meredith McGrath        | Pam Shriver Elizabeth Smylie                | 6:2, 6:2        |
| 47. | Oktober 1994   | Brighton         | WTA Tier II  | Teppich (Halle)   | Manon Bollegraf         | Mary Joe Fernández Jana Novotná             | 4:6, 6:2, 6:3   |
| 48. | Februar 1995   | Paris            | WTA Tier II  | Teppich (Halle)   | Meredith McGrath        | Manon Bollegraf Rennae Stubbs               | 6:4, 6:1        |
| 49. | April 1995     | Barcelona        | WTA Tier II  | Sand              | Arantxa Sánchez Vicario | Mariaan de Swardt Iva Majoli                | 7:5, 4:6, 7:5   |
| 50. | Mai 1995       | Edinburgh        | WTA          | Sand              | Meredith McGrath        | Manon Bollegraf Rennae Stubbs               | 6:2, 7:62       |
| 51. | September 1995 | Moskau           | WTA Tier III | Teppich (Halle)   | Meredith McGrath        | Anna Kurnikowa Aleksandra Olsza             | 6:1, 6:0        |
| 52. | September 1995 | Leipzig          | WTA Tier II  | Teppich (Halle)   | Meredith McGrath        | Brenda Schultz-McCarthy Caroline Vis        | 6:4, 6:4        |
| 53. | Oktober 1995   | Brighton         | WTA Tier II  | Teppich (Halle)   | Meredith McGrath        | Lori McNeil Helena Suková                   | 7:5, 6:1        |
| 54. | Februar 1996   | Essen            | WTA Tier II  | Teppich (Halle)   | Meredith McGrath        | Lori McNeil Helena Suková                   | 3:6, 6:3, 6:2   |
| 55. | Mai 1996       | Berlin           | WTA Tier I   | Sand              | Meredith McGrath        | Martina Hingis Helena Suková                | 6:1, 5.7, 7:6   |
| 56. | Juni 1996      | Rosmalen         | WTA Tier III | Rasen             | Brenda Schultz-McCarthy | Kristie Boogert Helena Suková               | 6:4, 7:67       |
| 57. | August 1996    | Montreal         | WTA Tier I   | Hartplatz         | Arantxa Sánchez Vicario | Mary Joe Fernández Helena Suková            | 7:6, 6:1        |
| 58. | November 1996  | Moskau           | WTA Tier III | Teppich (Halle)   | Natalija Medwedjewa     | Silvia Farina Barbara Schett                | 7:6, 4:6, 6:1   |
| 59. | Juni 1997      | Birmingham       | WTA Tier III | Rasen             | Katrina Adams           | Nathalie Tauziat Linda Wild                 | 6:2, 6:3        |
| 60. | Oktober 1997   | Luxemburg        | WTA Tier III | Teppich (Halle)   | Helena Suková           | Meike Babel Laurence Courtois               | 6:2, 6:4        |
| 61. | Januar 1999    | Gold Coast       | WTA Tier III | Hartplatz         | Corina Morariu          | Kristine Kunce Irina Spîrlea                | 6:3, 6:3        |
| 62. | Mai 1999       | Hamburg          | WTA Tier II  | Sand              | Arantxa Sánchez Vicario | Amanda Coetzer Jana Novotná                 | 6:2, 6:1        |
| 63. | Juni 1999      | Birmingham       | WTA Tier III | Rasen             | Corina Morariu          | Alexandra Fusai Inés Gorrochategui          | 6:4, 6:4        |
| 64. | August 1999    | Los Angeles      | WTA Tier II  | Hartplatz         | Arantxa Sánchez Vicario | Lisa Raymond Rennae Stubbs                  | 6:2, 6:75, 6:0  |
| 65. | November 1999  | Leipzig          | WTA Tier II  | Teppich (Halle)   | Mary Pierce             | Jelena Lichowzewa Ai Sugiyama               | 6:4, 6:3        |

## Abschneiden bei Grand-Slam-Turnieren

### Einzel
| Turnier         | 1983 | 1984 | 1985 | 1986 | 1987 | 1988 | 1989 | 1990 | 1991 | 1992 | 1993 | 1994 | 1995 | 1996 | 1997 | 1998 | 1999 | Karriere |
| --------------- | ---- | ---- | ---- | ---- | ---- | ---- | ---- | ---- | ---- | ---- | ---- | ---- | ---- | ---- | ---- | ---- | ---- | -------- |
| Australian Open | —    | 1    | —    | —    | —    | —    | —    | 1    | 2    | AF   | 1    | 1    | 1    | 1    | 2    | 2    | 1    | AF       |
| French Open     | —    | 3    | 1    | 2    | —    | —    | 3    | 2    | 2    | 2    | 1    | 1    | 1    | 1    | 2    | 1    | 1    | 3        |
| Wimbledon       | —    | 1    | 3    | 2    | 2    | AF   | 1    | 2    | 2    | 1    | 2    | VF   | 2    | 3    | 1    | 2    | 3    | VF       |
| US Open         | 1    | —    | —    | —    | 2    | VF   | AF   | 3    | 1    | 1    | 1    | 1    | 2    | 1    | 1    | 3    | —    | VF       |

### Doppel
Die Tabelle listet die Ergebnisse der Grand-Slam-Turniere, der Tour Championships, der Olympischen Spiele, des Fed Cups bzw Billie Jean King Cups und der Turniere folgender Kategorien auf: 1990–2008: Tier I, 2009–2020: Premier Mandatory und Premier 5, ab 2021: WTA 1000.
| Turnier            | 1983 | 1984 | 1985 | 1986 | 1987 | 1988 | 1989 | 1990 | 1991 | 1992 | 1993 | 1994 | 1995 | 1996 | 1997 | 1998 | 1999 | 2000 | Karriere |
| ------------------ | ---- | ---- | ---- | ---- | ---- | ---- | ---- | ---- | ---- | ---- | ---- | ---- | ---- | ---- | ---- | ---- | ---- | ---- | -------- |
| Australian Open    | —    | AF   | —    |      | —    | —    | —    | VF   | VF   | VF   | VF   | AF   | HF   | HF   | HF   | 2    | VF   | —    | 3 × HF   |
| French Open        | —    | 1    | 2    | VF   | —    | —    | S    | F    | F    | HF   | F    | VF   | AF   | HF   | VF   | HF   | VF   | 1    | 1 × S    |
| Wimbledon          | VF   | VF   | VF   | 1    | HF   | F    | F    | HF   | S    | F    | F    | VF   | HF   | F    | HF   | —    | AF   | 1    | 1 × S    |
| US Open            | 2    | —    | —    | —    | 1    | 2    | VF   | HF   | F    | F    | 2    | HF   | AF   | —    | AF   | 2    | HF   | —    | 2 × F    |
| Tour Championships | —    | —    | —    | VF   | VF   | F    | F    | VF   | VF   | F    | F    | —    | HF   | HF   | HF   | VF   | F    | —    | 5 × F    |
| Chicago            |      |      |      |      |      |      |      | —    |      |      |      |      |      |      |      |      |      |      | —        |
| Boca Raton         |      |      |      |      |      |      |      |      | S    | S    |      |      |      |      |      |      |      |      | 2 × S    |
| Indian Wells       |      |      |      |      |      |      |      |      |      |      |      |      |      |      | AF   | VF   | —    | —    | 1 × VF   |
| Miami              |      |      |      |      |      |      |      | VF   | AF   | S    | S    | VF   | HF   | F    | AF   | VF   | VF   | 2    | 2 × S    |
| Hilton Head Island |      |      |      |      |      |      |      | —    | —    | F    | HF   | 1    | HF   | HF   | AF   | HF   | AF   | VF   | 1 × F    |
| Rom                |      |      |      |      |      |      |      | HF   | —    | —    | —    | VF   | —    | —    | AF   | AF   | AF   | —    | 1 × HF   |
| Berlin             |      |      |      |      |      |      |      | VF   | S    | S    | —    | HF   | F    | S    | HF   | HF   | HF   | —    | 3 × S    |
| Kanada             |      |      |      |      |      |      |      | AF   | S    | —    | S    | HF   | HF   | S    | HF   | 1    | F    | —    | 3 × S    |
| Tokio              |      |      |      |      |      |      |      |      |      |      | HF   | 1    | VF   | —    | —    | —    | 1    | —    | 1 × HF   |
| München            |      |      |      |      |      |      |      |      |      |      |      |      |      |      |      | —    | —    |      | —        |
| Zürich             |      |      |      |      |      |      |      |      |      |      | HF   | HF   | 1    | VF   | F    | HF   | 1    | —    | 1 × F    |
| Philadelphia       |      |      |      |      |      |      |      |      |      |      | F    | —    | F    |      |      |      |      |      | 2 × F    |
| Moskau             |      |      |      |      |      |      |      |      |      |      |      |      |      |      | HF   | 1    | VF   | —    | 1 × HF   |
| Olympische Spiele  |      |      |      |      |      | VF   |      |      |      | 1    |      |      |      | —    |      |      |      | —    | 1 × VF   |
| Fed Cup            |      |      |      |      |      | F    |      | F    |      |      |      |      |      |      |      |      |      |      | 2 × F    |

Zeichenerklärung: S = Turniersieg; F, HF, VF, AF = Einzug ins Finale, Halb-, Viertel-, Achtelfinale; 1, 2, 3 = Ausscheiden in der 1., 2., 3. Haupt- / Finalrunde; Q1, Q2, Q3 = Ausscheiden in der 1., 2. 3. Qualifikationsrunde; KF (kleines Finale) = unterlegen im Spiel um Platz drei; RR = Round Robin (Gruppenphase); nicht ausgetragen oder andere Kategorie; PO (Playoff), P2 = Auf-/Abstiegsrunde zur Weltgruppe I/II im Fed Cup; W2, K1, K2, K3 = Teilnahme in der Weltgruppe II, Kontinentalgruppe I, II, III im Fed Cup.

## Persönliches
Laryssa Sawtschenko heiratete im Dezember 1989 Alex Neiland und nahm später dessen Namen an; zunächst ging sie unter dem Doppelnamen Neiland-Sawtschenko an den Start.